# Canton du Bar-sur-Loup
Canton du Bar redirige ici.
Le canton du Bar-sur-Loup est une ancienne division administrative française, située dans le département des Alpes-Maritimes et la région Provence-Alpes-Côte d'Azur.
Ce canton a porté le nom de canton du Bar jusqu’en 1961, date à laquelle son chef-lieu Le Bar est devenu Le Bar-sur-Loup. 

## Composition
Le canton du Bar-sur-Loup regroupait les villes de :
| Nom                         | Code Insee | Intercommunalité    | Population (dernière pop. légale) |
| --------------------------- | ---------- | ------------------- | --------------------------------- |
| Le Bar-sur-Loup (chef-lieu) | 06010      | CA Sophia Antipolis | 2 998 (2014)                      |
| Valbonne                    | 06152      | CA Sophia Antipolis | 13 190 (2014)                     |
| Roquefort-les-Pins          | 06105      | CA Sophia Antipolis | 6 553 (2014)                      |
| Tourrettes-sur-Loup         | 06148      | CA Sophia Antipolis | 3 992 (2014)                      |
| Le Rouret                   | 06112      | CA Sophia Antipolis | 3 996 (2014)                      |
| Châteauneuf-Grasse          | 06038      | CA Sophia Antipolis | 3 188 (2014)                      |
| Opio                        | 06089      | CA Sophia Antipolis | 2 204 (2014)                      |
| Gourdon                     | 06068      | CA Sophia Antipolis | 404 (2014)                        |
| Caussols                    | 06037      | CA Sophia Antipolis | 247 (2014)                        |
| Courmes                     | 06049      | CA Sophia Antipolis | 124 (2014)                        |

## Histoire
Le canton du Bar-sur-Loup faisait partie du département du Var jusqu'en 1860.

## Représentation

### Conseillers généraux de 1833 à 2015
| Période               | Identité                                                               | Parti               | Qualité |
| --------------------- | ---------------------------------------------------------------------- | ------------------- | --- |
| 1833-1848             | M. Honoré Camille Mougins de Roquefort (1792-1865)                     |                     | Avocat, écuyer, maire de Grasse Propriétaire au Bar                                                                                                   |
| 1848-1877             | M. Charles Eugène Mougins de Roquefort (fils du précédent)-(1822-1904) | Droite              | Avocat puis Conseiller à la Cour d'Aix-en-Provence Maire de Grasse                                                                                    |
| 1877-1882 (démission) | M. Pierre Chauvin (1831-1898)                                          | Républicain         | Notaire à Grasse |
| 1882-1895             | M. Maximin Carlavan                                                    | Républicain         | Propriétaire - Maire du Bar (1873-1881), conseiller d'arrondissement                                                                                  |
| 1895-1913             | M. Henri Seytre (1858-1922)                                            | Républicain         | Maire du Bar (1896-1919) |
| 1913-1937             | M. Joseph Bermond (1853-1957)                                          | RG                  | Notaire Maire de Valbonne (1900-1936) Président du Conseil général (1931-1932)                                                                        |
| 1937-1940             | M. Hippolyte Maffet (1889-1968)                                        | SFIO                | Docteur en médecine Maire du Bar (1919-1964) Nommé conseiller départemental en 1943                                                                   |
|                       |                                                                        |                     | |
| 1945-1964             | M. Hippolyte Maffet                                                    | UDSR puis Centriste | Maire du Bar-sur-Loup (1919-1964) |
| 1964-1970             | M. Jean Riquier (1907-2002)                                            | RGR puis SE         | Maire de Valbonne (1959-1971) |
| 1970-1982             | M. Maximin Escalier (1910-1983)                                        | DVD                 | Maire de Tourrettes-sur-Loup (1961-1983) Président du Conseil général                                                                                 |
| 1982-1988             | M. Jacques Benne                                                       | RPR                 | Notaire Maire du Rouret (1977-1989) |
| 1988-2011 (démission) | M. Michel Rossi                                                        | RPR puis UMP        | Cadre Maire de Roquefort-les-Pins depuis 1983 Vice-président du Conseil général Député suppléant de Jean Léonetti (1997-2011) puis député (2011-2012) |
| 2011-2015             | Mme Françoise Gioanni                                                  | NC-UDI              | Ancienne conseillère générale suppléante Maire de Courmes (2001-2014)                                                                                 |

### Conseillers d'arrondissement (de 1833 à 1940)
Le canton du Bar-sur-Loup avait deux conseillers d'arrondissement à partir de 1861.
| Période                                  | Période          | Identité                                   | Étiquette            | Qualité |
| ---------------------------------------- | ---------------- | ------------------------------------------ | -------------------- | --- |
| 1833                                     | 1842             | M. François Claude Joseph Maximin Consolat |                      | Juge de paix au Bar-sur-Loup                                                                                |
|                                          |                  |                                            |                      | |
| 1845                                     | 1848             | M. Baliste                                 |                      | |
|                                          |                  |                                            |                      | |
| 1880                                     | 1882 (démission) | M. Maximin Carlavan                        | Républicain          | Propriétaire, maire du Bar                                                                                  |
|                                          |                  |                                            |                      | |
|                                          | 1919             | M. Honoré Joseph Civatte (1847-1931)       |                      | Propriétaire, maire du Rouret                                                                               |
| 1919                                     |                  | M. Louis Mouton (1881-1962)                |                      | Maire de Châteauneuf-Grasse                                                                                 |
|                                          |                  |                                            |                      | |
| 1934                                     | 1937 (démission) | M. Louis Euzière                           | SFIO (exclu en 1937) | Propriétaire, maire de Courmes Révoqué par le Gouvernement de Vichy                                         |
| 1937                                     | 1940             | M. Henri Gautier                           | SFIO                 | Agriculteur, adjoint au maire du Bar-sur-Loup                                                               |
| 1940                                     |                  |                                            |                      | Les conseils d'arrondissement ont été suspendus par la loi du 12 octobre 1940 et n'ont jamais été réactivés |
| Les données manquantes sont à compléter. |                  |                                            |                      | |

## Démographie
| 1962  | 1968   | 1975   | 1982   | 1990   | 1999   | 2006   | 2011   | 2012   |
| ----- | ------ | ------ | ------ | ------ | ------ | ------ | ------ | ------ |
| 7 856 | 10 252 | 13 373 | 18 289 | 28 142 | 31 333 | 34 943 | 35 960 | 35 868 |